# Åkervindesvärmare
Åkervindesvärmare (Agrius convolvuli) är en fjäril som tillhör familjen svärmare. 

## Kännetecken
Denna svärmare är en stor, gråspräcklig fjäril med ett vingspann på 94 till 120 millimeter. Den har en robust, spolformad kropp och som flertalet andra svärmare proportiellt sett förhållandevis smala vingar. Huvudet är stort och brett, sugsnabeln är cirka 75 millimeter lång, vilket överstiger längden på svärmarens kropp. Antennernas längd är ungefär hälften av framvingarnas. Bakkroppens ovansida har en grå mittlinje med ett svart strek i mitten. På var sida om denna har varje segment en smal vit tvärrand, sedan ett bredare rosa tvärband och sist ett svart tvärband, som är lite smalare än det rosa.

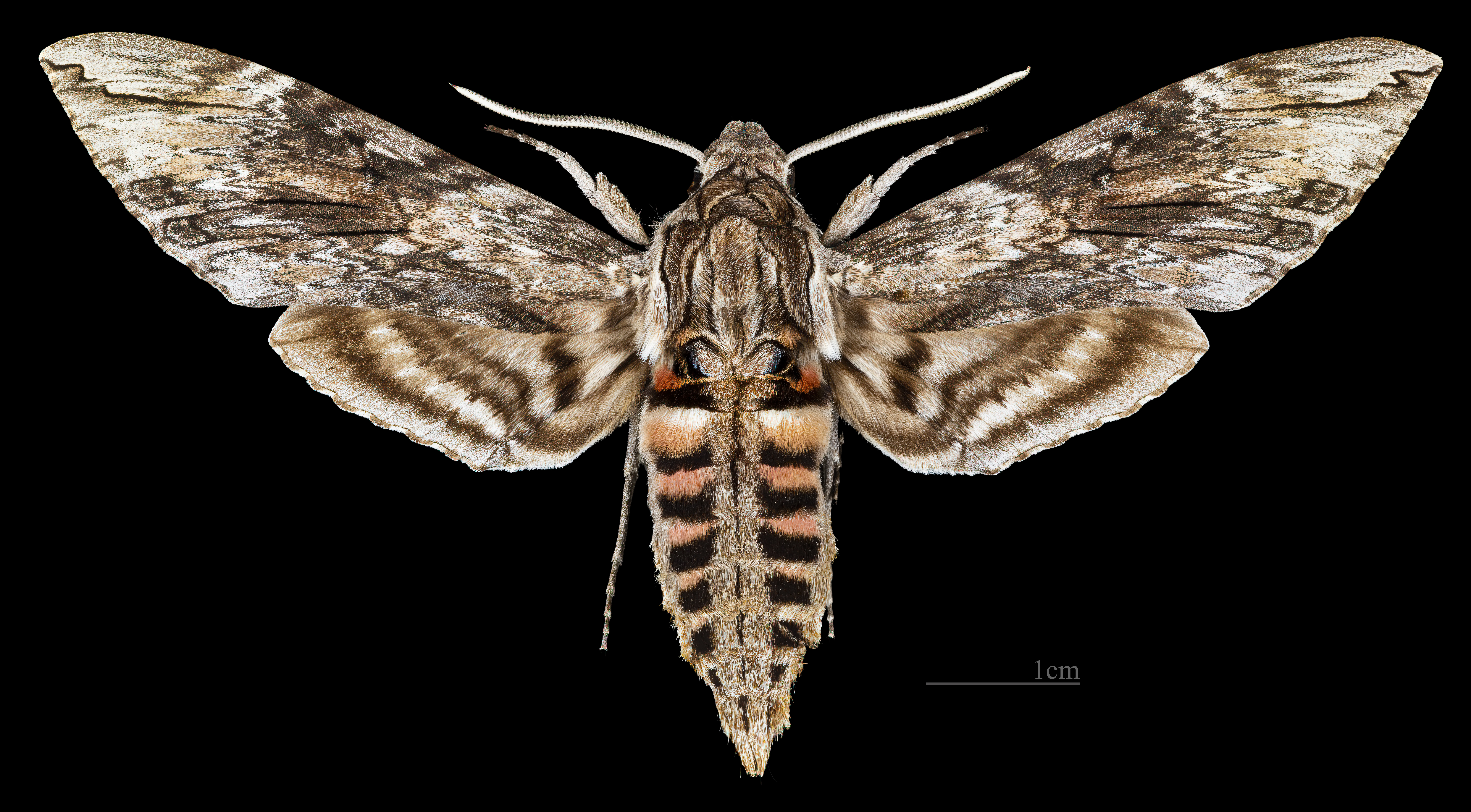
♂
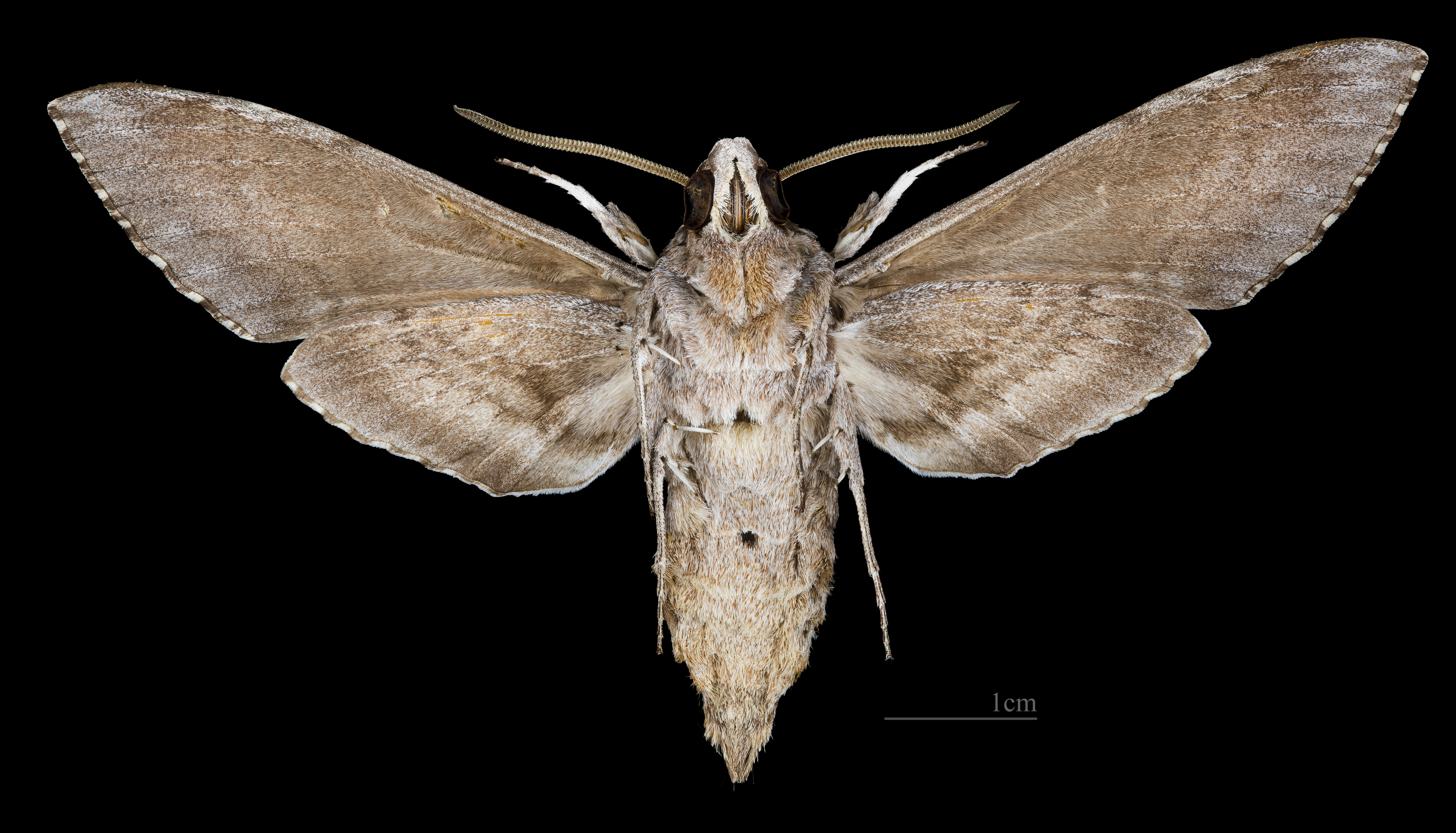
♂ △
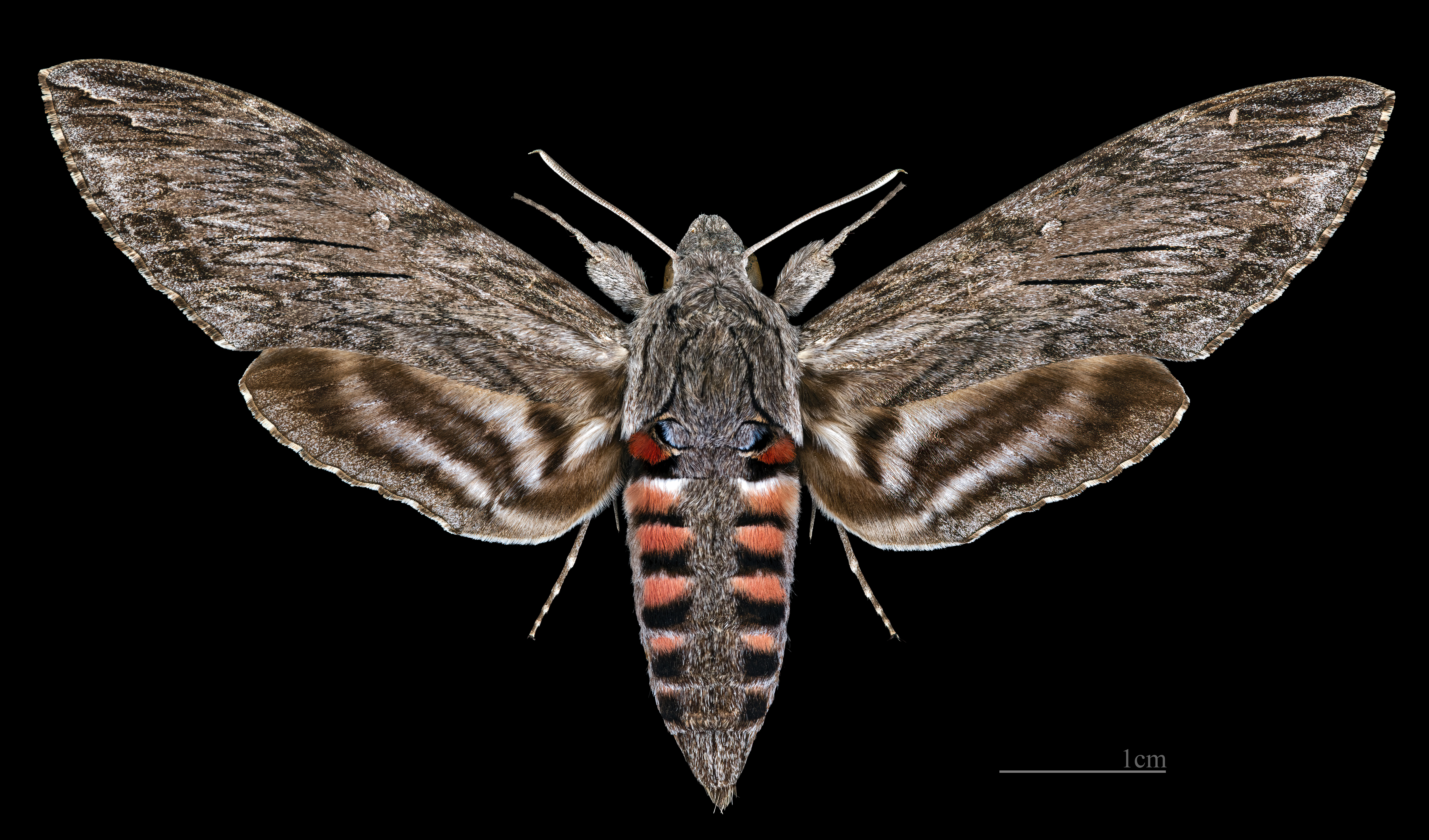
♀
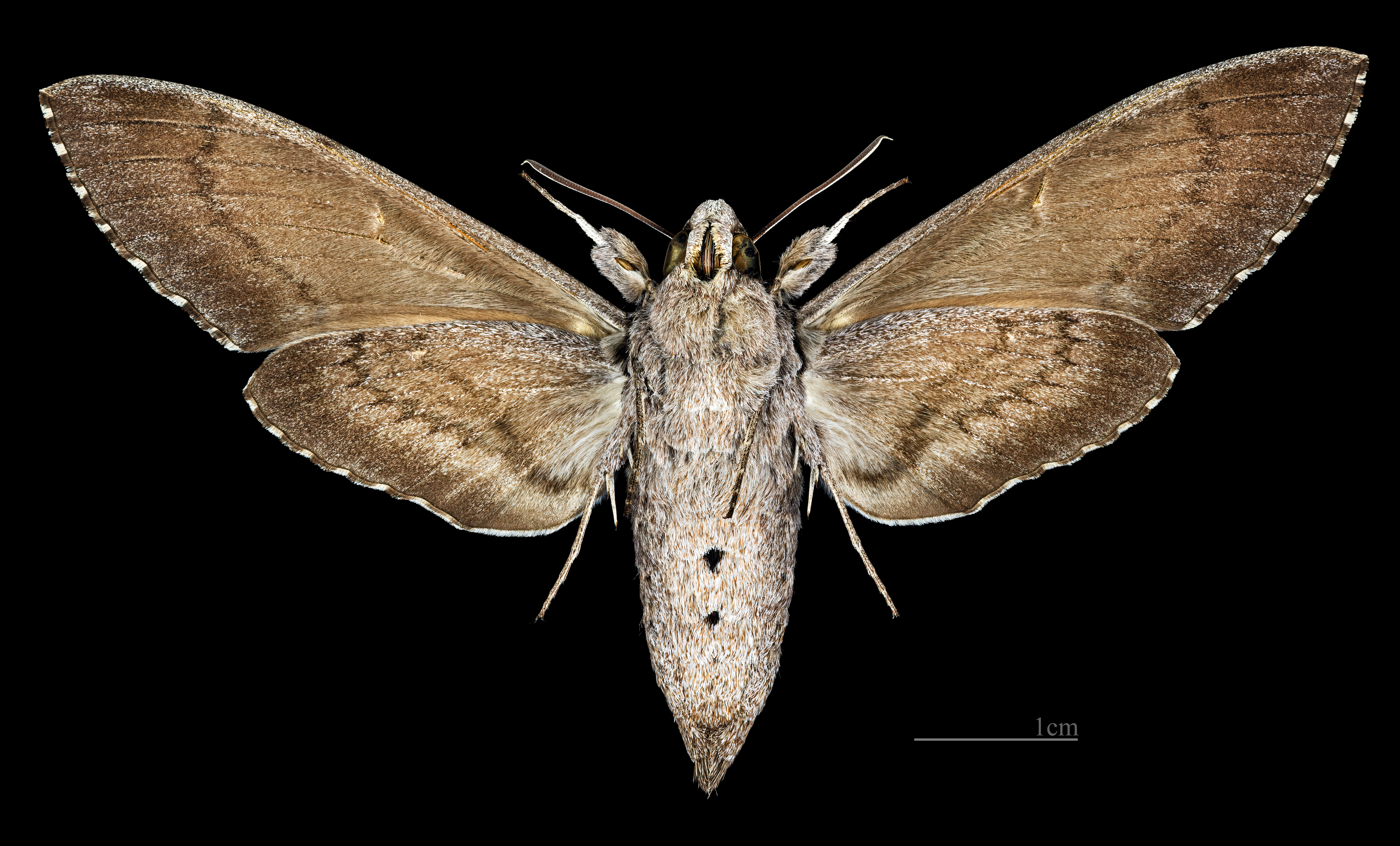
♀ △

## Utbredning
Åkervindesvärmaren har en mycket vid utbredning som omfattar nästan hela den etiopiska regionen och den finns också i den australiska regionen och delar av den palearktiska regionen. Den är en uthållig flygare och kan migrera långa sträckor. I Europa kan den flyga så långt norrut som till Skandinavien. I Sverige har den påträffats upp till Norrbotten. Den kan dock inte övervintra på så nordliga breddgrader.

## Levnadssätt
Värdväxter för larven är åkervinda och sötpotatis och närbesläktade växtarter. De fullbildade fjärilarna besöker blommor och använder sig av sin långa sugsnabel för att komma åt nektar.